# Cacolet (panier)
Pour les articles homonymes, voir Cacolet.

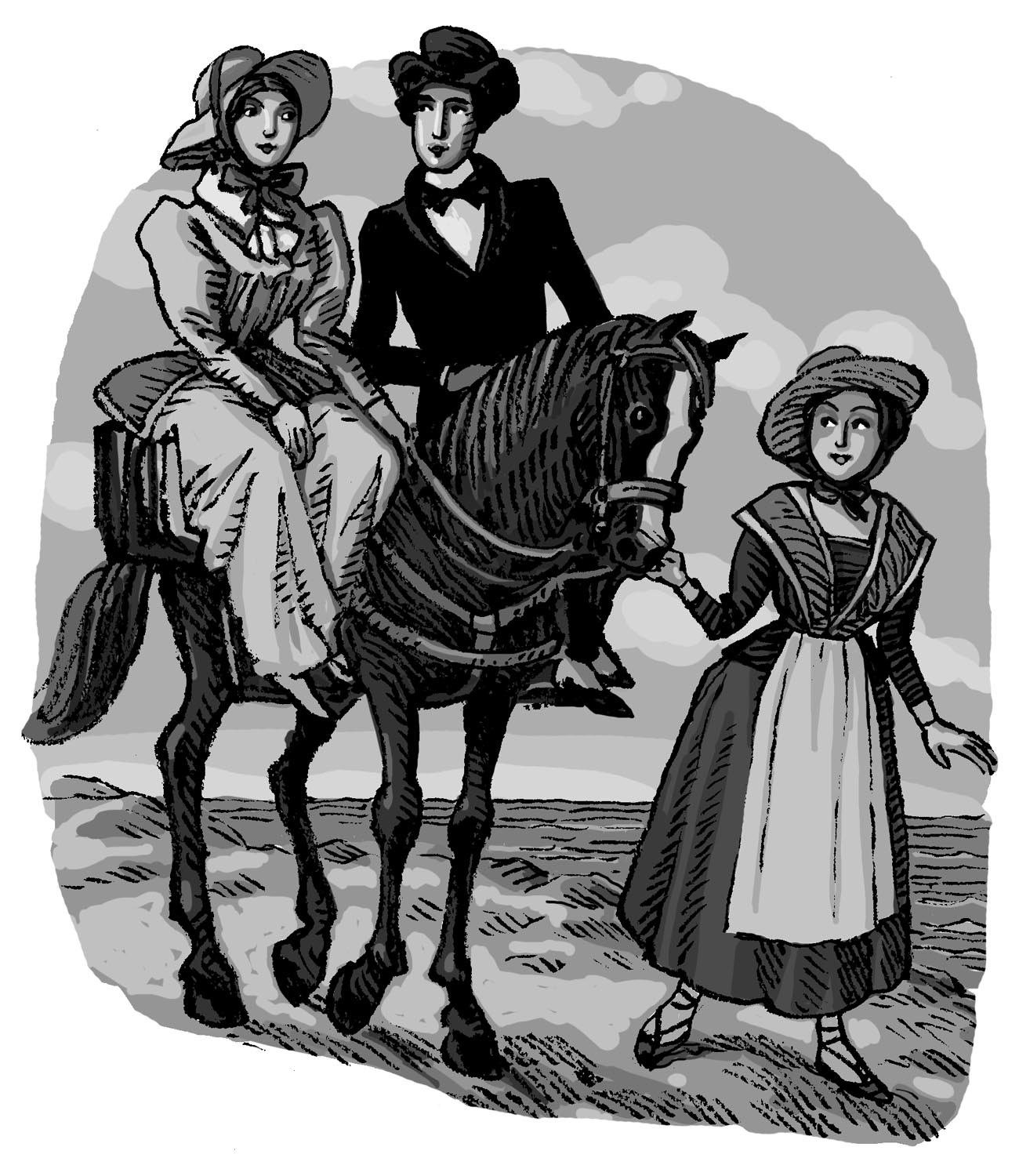
Promenade en cacolet (dessin de Jean-Claude Pertuzé)

Le cacolet est une sorte de bât, constitué de deux sièges à dossier, en osier, fixés sur une armature adaptée au dos de l'animal porteur (cheval, mulet, âne, etc.), pour le transport de deux personnes de part et d'autre.
Le cacolet est aussi une sorte de hotte : une armature d'osier, de bois, ou d'aluminium pour le transport à dos de fromages, de bûches, d'un bébé ou de tuyaux de pompier pour monter dans les étages.

## Étymologie
En français, cacolier est d'abord employé (1808) ; pour revenir rapidement à cacolet, forme béarnaise (prononcé cacoulet). On a proposé une origine « co-accoler », du fait du double attachement au cou de l'animal, mais l'origine basque est plus certaine : kakoletak, siège en bois recourbé, dérivé de kakola, bâton recourbé, qui aurait donné le navarrais cacolas, bâtons recourbés placés sur les montures pour transporter les fromages.

## Pyrénées
Le cacolet a été utilisé dans les Pyrénées, d'où le nom est originaire, jusqu'au début du XIXe siècle pour le transport de deux personnes. 
L'utilisation habituelle des cacolets dans l'agglomération de Bayonne cessa en 1765 avec la création d'une route carrossable entre Anglet et Biarritz. Le cacolet servit alors, jusqu'à l'époque romantique, à promener les touristes, la jeune fille qui menait l'équipage, la cacoletière, marchant à pied quand un couple occupait le cacolet, ou s'asseyant sur le siège libre quand il n'y avait qu'un passager, et n'ayant aucune peine à lui faire la conversation. Les récits et descriptions en sont nombreux dans la « littérature de voyages » de l'époque.

## Transport sanitaire aux armées

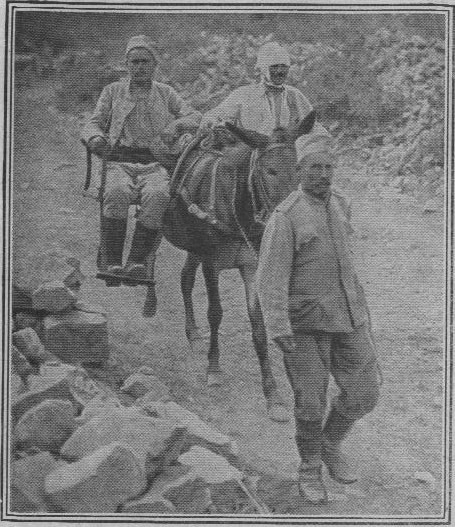
Cacolet de l'armée française transportant des blessés serbes pendant la Première Guerre mondiale.

Par extension, dans le domaine militaire et sanitaire, le cacolet a eu une utilisation courante jusqu'à l'apparition des véhicules automobiles spécialisés, et dans les zones d'accès difficile : c'est un panier à dossier, placé sur un mulet ou chameau et servant à transporter les malades ou les blessés. 
Des modèles modernes, pour le transport d'une ou deux personnes, sont fabriqués aux États-Unis et utilisés par les unités de MSAR (Mounted search and rescue, « recherche et sauvetage montés ») qui existent aux États-Unis, au Canada, en Australie et en Allemagne.

## Secourisme
En secourisme, particulièrement en montagne, on appelle cacolet tout dispositif (corde, etc.) permettant de transporter à dos d'homme une personne blessée.
 